# Promeranisa vittata
Promeranisa vittata är en tvåvingeart som beskrevs av Walker 1856. Promeranisa vittata ingår i släktet Promeranisa och familjen vapenflugor. Inga underarter finns listade i Catalogue of Life.